# Ernesto Horacio Crespo
Ernesto Horacio Crespo (Mendoza, 8 dicembre 1929 – Buenos Aires, 6 marzo 2019) è stato un generale argentino, già Capo di Stato Maggiore della Fuerza Aérea Argentina.

## Biografia
Nel 1982, Crespo, allora comandante della 4ª brigata dell'Aeronautica, fu incaricato di creare, insediare e comandare la Fuerza Aérea Sur (Forza Aerea Sud), che avrebbe dovuto gestire le unità aeree sia dell'aeronautica che della marina che in seguito avrebbero dovuto prendere parte alla guerra delle Falkland.
Dal 1985 al 1989, fu Capo di Stato Maggiore sotto la presidenza di Raúl Ricardo Alfonsín. Durante il periodo delle Carapintadas (lotte intestine nelle forze armate argentine) l'Aeronautica sotto il suo comando si schierò in difesa del governo democratico.
Durante il suo mandato, la Fuerza Aérea Argentina sviluppò il missile Condor, dismesso poi nei primi anni novanta durante il governo di Carlos Menem sotto le pressioni degli Stati Uniti.